# سطام (اسم)
سطام هو اسم علم مذكر من أصل عربي، ومعناه هو الشديد الإغلاق للأبواب والثقوب، العنيف في ضربه.

## شخصيات تحمل الاسم
- سطام الحسيني (لاعب كرة قدم كويتي، 1984 – )
- سطام السقامي (28 يونيو 1976 – 11 سبتمبر 2001)
- سطام الشمري (القرن 20 – )
- سطام الفهيقي (28 فبراير 1997 – )
- سطام بن سعود بن عبد العزيز آل سعود (1954 – )
- سطام بن عبد العزيز آل سعود (سياسي سعودي، 21 يناير 1941 – 12 فبراير 2013)

## وصلات خارجية
- موسوعة السلطان قابوس لأسماء العرب